# San Javier (Sonora)
San Javier è un comune del Messico, situato nello stato di Sonora, il cui capoluogo è la località omonima.